# 平岸 (札幌市)

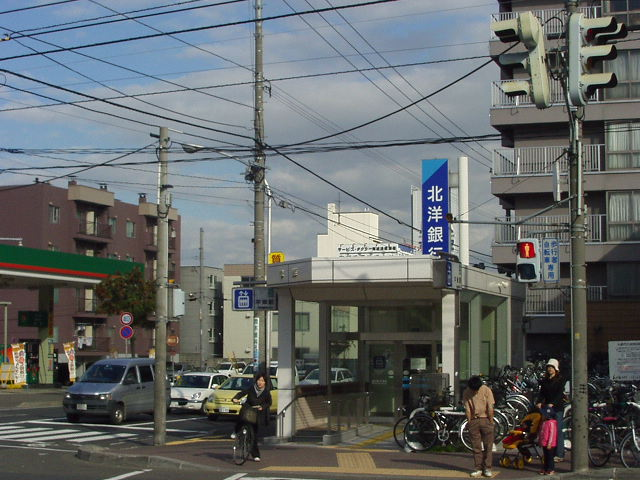
札幌市営地下鉄南北線平岸駅（2004年10月）

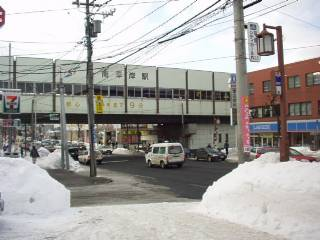
札幌市営地下鉄南北線南平岸駅（2004年2月）

平岸（ひらぎし/Hiragishi）は、北海道札幌市豊平区にある地区。

## 概要
この地区には豊平区の行政をつかさどる豊平区役所を始め札幌市営地下鉄南北線の平岸駅、南平岸駅があり、豊平区の中心的な地区となっている。
また、この地区の中心を南北に通る平岸街道（国道453号）沿いにはマンションや飲食店が建ち並び、人通りも多い。

## 歴史
1871年5月、仙台藩重臣の水沢城主・留守氏（伊達氏一門）家中202名が、現在の岩手県奥州市水沢より入植して開拓が始まる。開拓使時代より平岸地区一帯はリンゴの生産がたいへん盛んであったが、1972年札幌オリンピックを境に急速に宅地化し、いまでは豊平区役所から国道36号までの中央分離帯に植えられているリンゴ並木を除き、その面影はほとんどない。
豊平区のキャラクター「こりん」が、リンゴ生産が盛んであったことを伝えている。

### 地名の由来
「ひらぎし」の地名は、アイヌ語のピラ・ケㇱ（崖の端）に由来する。
中の島との境界を流れる精進川右岸には、高さ約10メートルの崖が南北800メートルほどにわたって続いているが、アイヌによって「崖の端」ないし「崖尻」と名づけられた地点がどこなのかは、アイヌ語研究者の山田秀三でも突き止められなかった。都市開発の進行によって、一帯の様相が大きく変わっていたからである。
2020年（令和2年）、札幌市の学芸員の古沢仁は、かつての精進川が崖の南端近くにある小さな滝のあたりで豊平川と合流していたことを踏まえ、この滝の周辺が「平岸の語源にあたる崖尻」という仮説を立てた。

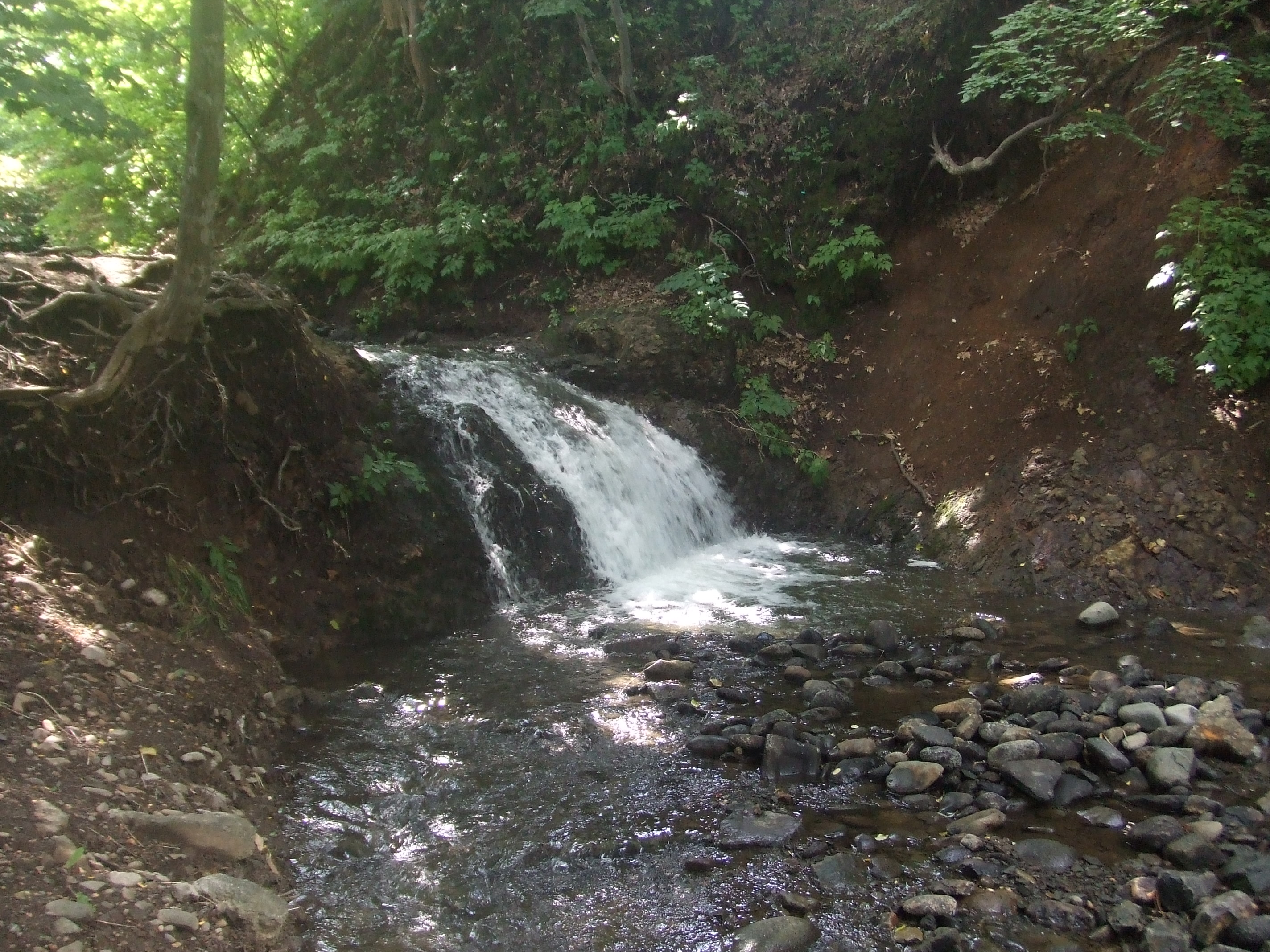
精進川の小さな滝（2010年）

## 隣接地区
- 東：美園、月寒西、西岡（美園の一部とは羊ケ丘通、月寒西・西岡とは望月寒川を境界とする）
- 西：中の島（精進川、および国道453号を境界とする）、中央区、南区（それぞれ豊平川を挟んでわずかに接する）
- 南：南区 澄川、真駒内本町
- 北：水車町、旭町、豊平

## 住所
| 町丁                         | 郵便番号 |
| ---------------------------- | -------- |
| 平岸1条1丁目～23丁目         | 062-0931 |
| 平岸2条1丁目～18丁目         | 062-0932 |
| 平岸3条1丁目～18丁目         | 062-0933 |
| 平岸4条1丁目～18丁目         | 062-0934 |
| 平岸5条6丁目～14丁目、19丁目 | 062-0935 |
| 平岸6条9丁目～17丁目         | 062-0936 |
| 平岸7条12丁目～19丁目        | 062-0937 |
| 平岸8条12丁目～13丁目        | 062-0938 |

## 主要道路
- 平岸通：地区内を北から南に抜ける。
- 羊ケ丘通：美園との境界。地区内を北から南東に抜ける。
- 米里行啓通：地区内を東から西に抜ける。
- 白石中の島通：地区内を東から西に抜ける。
- 環状通：地区内を東から西に抜ける。
- 白石藻岩通：地区内を東から西に抜ける。
- アンパン道路

## 主要施設

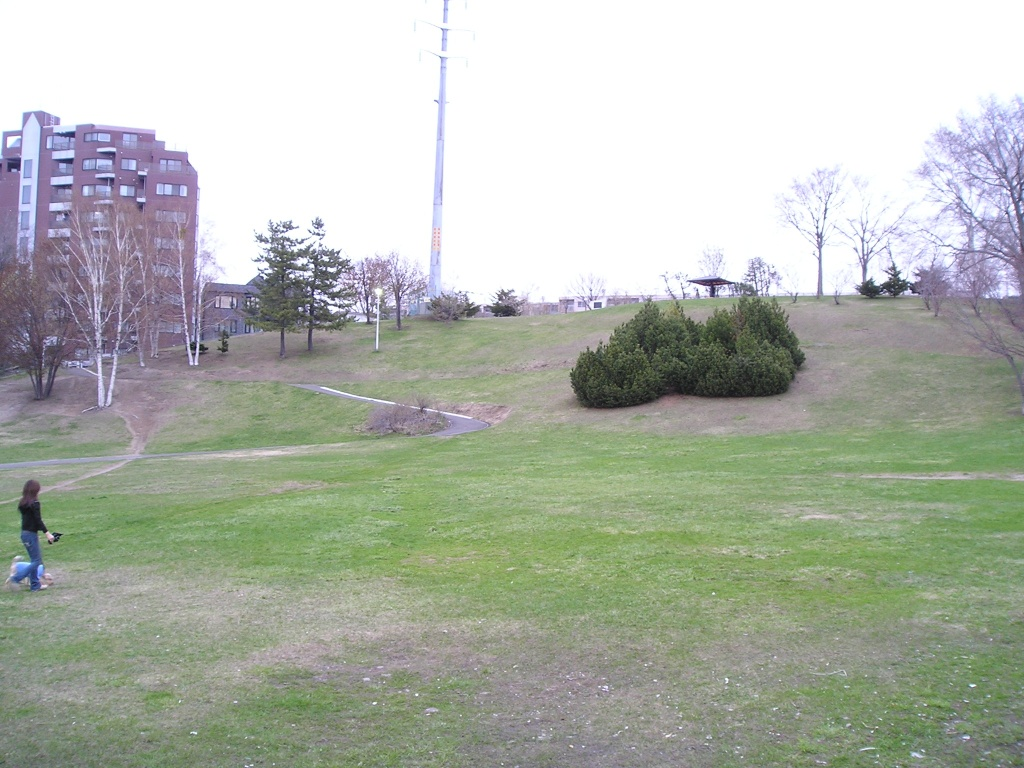
平岸高台公園

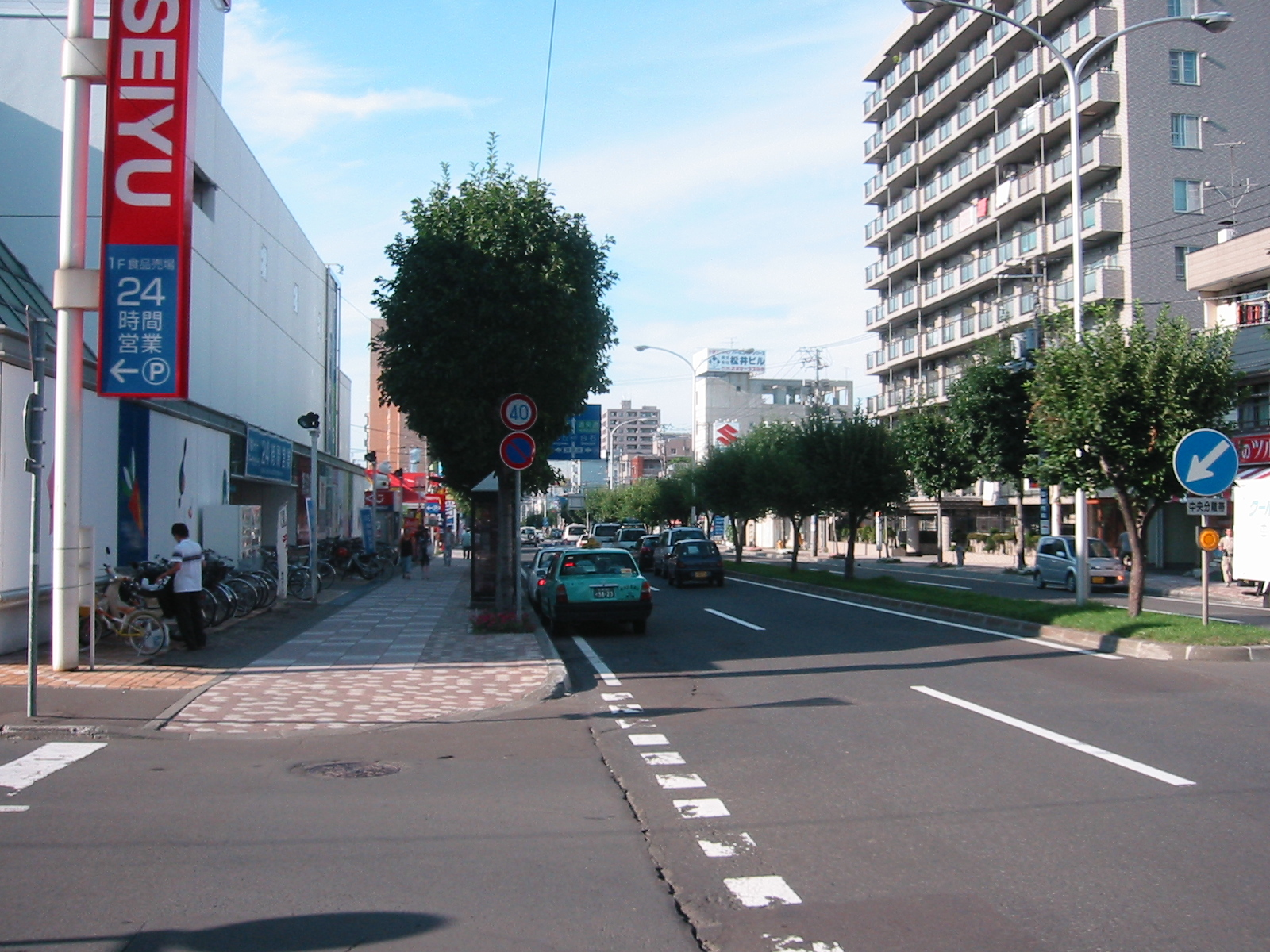
平岸街道

- 豊平区役所（豊平区民センター・豊平保健センター）（平岸6-10）
- 平岸まちづくりセンター（平岸2-7）
- 南平岸まちづくりセンター（平岸2-14）
- 南平岸会館（平岸2-14）
- 平岸郷土史料館（札幌市平岸児童会館内）（平岸3-9）
- 天神山緑地
- さっぽろ天神山アートスタジオ（平岸2-17）
- 平岸高台公園（平岸4-13）
- 新木の花団地（平岸1-4）
- 平岸スターハイツ（平岸1-5）
- KKR札幌医療センター（幌南病院）（平岸1-6）
- 北海道日ロ友好交流会館（平岸2-16）
- 札幌法務局南出張所（平岸1-22）
- 独立行政法人土木研究所寒地土木研究所（平岸1-3）
- 札幌市豊平消防署平岸出張所（平岸1-11）
- 平岸プール（平岸5-14）
- 平岸高台テニスコート（札幌市水道局平岸配水池上）（平岸5-19）
- 相馬神社 (札幌市)（平岸2-18）
- 平岸天満宮（平岸2-16）
- 平岸霊園（平岸5-15）
- 澄川墓地（平岸2-18）

## 主な企業または団体

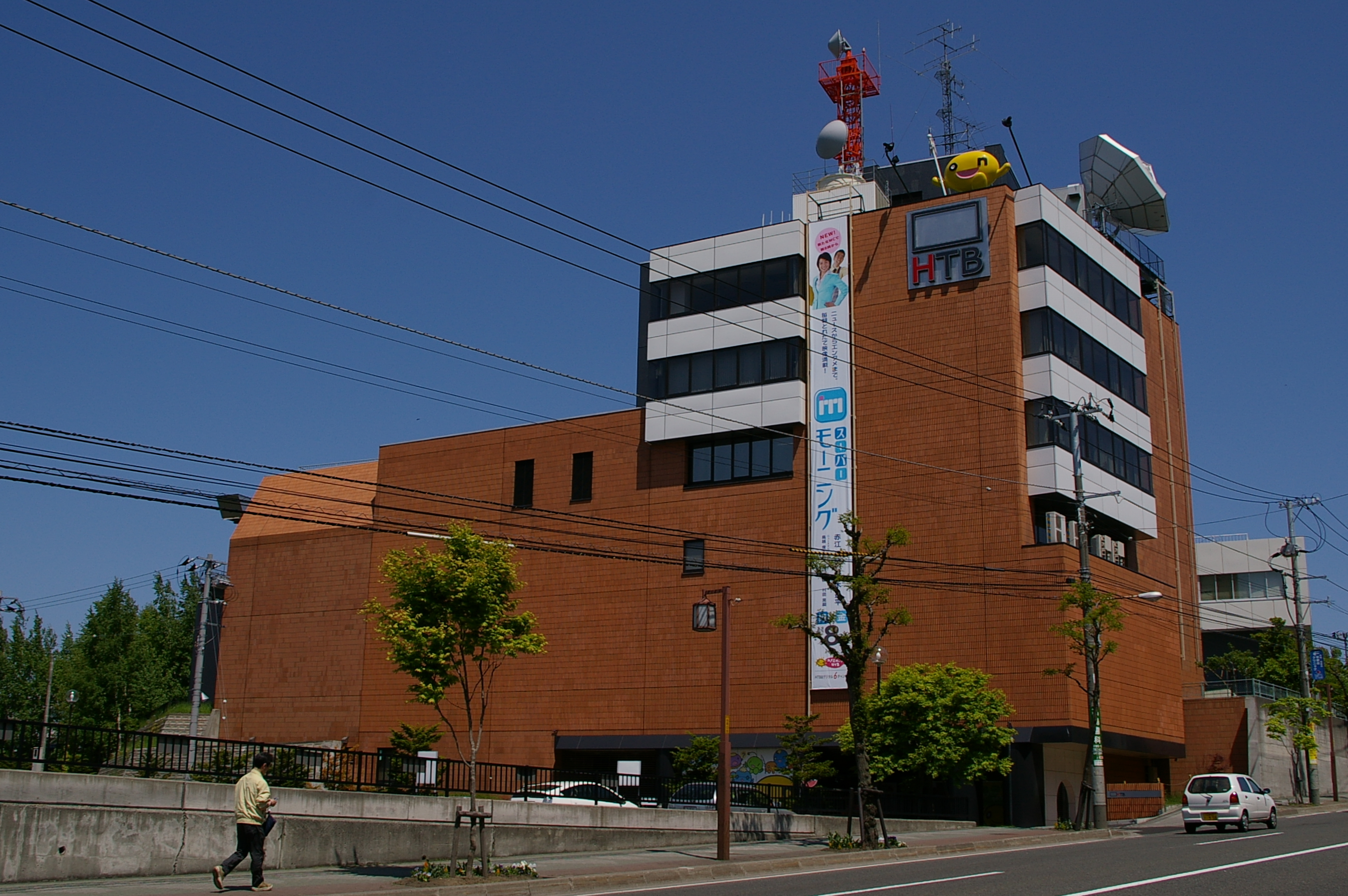
かつてあった北海道テレビ放送

### 企業
- エフエムとよひら（FMアップル）（平岸2-5）
- ゲームドゥ（平岸2-6）
- 東光ストア[5]（平岸1-1）
- エルディ[6]（平岸1-1）
- トミーウォーカー（平岸3-5）
- はるやまチェーン（平岸2-9）
- 平岸ハイヤー（平岸2-4）

ハドソンの創業地である。また、かつてはラルズ（平岸1-1）やHTB北海道テレビ（平岸4-13）の本社が存在していた。

### 団体
- 平岸中央商店街振興組合（平岸3-2）
  - 平岸天神ソーラン踊り保存会（平岸天神）（YOSAKOIソーラン祭り第3,4,7,8,12,17,18回大賞チーム）
  - 平岸天神太鼓保存会
  - 地域交流サロンぴらけし
- 南平岸商店街振興組合（平岸3-13）
- 末広商店街振興組合（平岸4-5）
- 平岸まちづくり協議会（まちづくりネットワーク平岸）（平岸2-7）
- まちづくり会「いきいき南平岸」（平岸2-14）
- 札幌商工会議所豊平支所（平岸2-5）

## 教育

### 専門学校等
- 経専音楽放送芸術専門学校（平岸3-2）
- 経専調理製菓専門学校（平岸3-2）
- 北海道インターナショナルスクール（平岸5-19）

### 高等学校
- 公立
  - 市立札幌平岸高等学校（平岸5-18）

### 中学校
- 市立（平岸地区が学区に含まれる学校も記載）
  - 札幌市立平岸中学校（平岸1-21）
  - 札幌市立平岸中学校のぞみ分校（平岸4-18）
  - 札幌市立陵陽中学校（平岸6-11）
  - 札幌市立八条中学校（豊平8-13）
  - 札幌市立中の島中学校（中の島2-3）

### 小学校
- 市立（平岸地区が学区に含まれる学校も記載）
  - 札幌市立平岸西小学校（平岸1-15）
  - 札幌市立平岸小学校（平岸2-14）
  - 札幌市立東山小学校（平岸4-11）
  - 札幌市立平岸高台小学校のぞみ分校（平岸4-18）
  - 札幌市立美園小学校（平岸5-7）
  - 札幌市立平岸高台小学校（平岸5-18）
  - 札幌市立中の島小学校（中の島2-1）
  - 札幌市立みどり小学校（美園5-2）

### 幼稚園
- 私立
  - 平岸幼稚園（平岸3-12）
  - 札幌白ゆり幼稚園（平岸5-9）

### その他
- 札幌市天神山児童会館（平岸1-19）
- 札幌市平岸小ミニ児童会館（平岸2-14、平岸小学校内）
- 札幌市平岸児童会館（平岸3-9）
- 札幌市東山小ミニ児童会館（平岸4-11、東山小学校内）
- 札幌市平岸高台小ミニ児童会館（平岸5-18、平岸高台小学校内）

## 交通機関

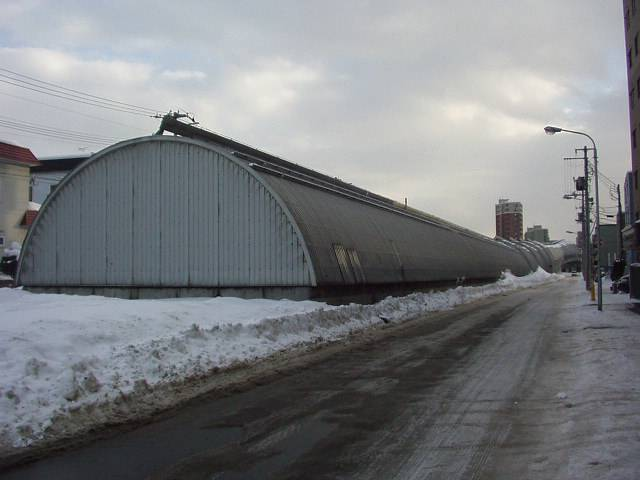
札幌市営地下鉄南北線の地下・地上接続部

- 札幌市営地下鉄南北線 平岸駅（平岸2-7）、南平岸駅（平岸4-13）
  - 平岸駅は地下駅、南平岸駅は地上駅となっており、環状通付近で地下と地上を接続している。
- じょうてつ[7]
- 北海道中央バス（西岡、平岡、白石営業所）[8][9]
- 北都交通 新千歳空港連絡バス[10]